# Jokeren
Jokeren, pseudonimo di Jesper Dahl (Hillerød, 18 giugno 1973), è un rapper danese.

## Discografia
- 2003: Alpha Han
- 2005: Gigolo Jesus
- 2009: Den Tørstige Digter
- 2014: Dansker